# Crème mousseline
La crème mousseline est une préparation de la pâtisserie composée de crème pâtissière et de beurre.
Le beurre est incorporé en deux fois, la moitié lorsque la crème pâtissière est encore chaude puis l'autre moitié lorsqu'elle est froide, en foisonnant avec un fouet.
C'est une crème onctueuse qui est notamment utilisée pour la garniture des paris-brest, des framboisiers ou des fraisiers. Elle peut remplacer la crème au beurre.[pourquoi ?]